# Letstigen
Letstigen var en medeltida pilgrimsled och landsväg i Sverige, genom bland annat Närke och Värmland, som förband Mälardalen med Norge.
Från Örebro gick den förbi Kvistbro, Svartå, Nysund (där den korsar Letälven, numera Åtorp) och Visnums socken till Kristinehamn.
Mellan Fjugesta och Mo strax sydväst om Åtorp utgörs Letstigen idag av länsväg 204, dock med vissa sträckningsförändringar. Från Mo sträckte sig Letstigen förbi Skottlanda och mötte vid gården Vall en annan viktig historisk farled, den så kallade Västgötavägen (nuvarande riksväg 26). I den då strategiska vägkorsningen vid Vall inrättades redan på 1630-talet ett gästgiveri.
I flera samhällen utmed vägens gamla sträckning använder man "Letstigen" som ett gatunamn, ofta med samhällets namn som förled t ex "Fjugesta Letstig", "Kvistbro Letstig".